# Maison Wildt
La maison Wildt, appelée Wildt’sches Haus en allemand, est une demeure patricienne située dans la ville suisse de Bâle.

## Histoire
La maison a été construite au XVIIIe par l’architecte Johann Jacob Fechter au 13, place Saint-Pierre (Petersplatz 13) pour le compte du fabricant de rubans de soie Jeremias Wildt Socin (1705-1790), qui avait son bâtiment résidentiel et commercial juste à côté, dans la Hebelstrasse.
Le palais a été conçu pour Margaretha, la fille de Jeremias Wildt. Il est équipé de miroirs, cheminées et consoles du sculpteur bernois Johann Friedrich Funk I. Dans le salon ainsi que dans la salle à manger, se trouvent des poêles de la faïencerie Frisching de Berne.
En 1951, la maison Wildt est transformée en une fondation. Elle accueille aujourd'hui le siège de l’Académie suisse des sciences médicales. Classée bien culturel suisse d'importance nationale, elle est également utilisée pour des événements du Conseil d'Etat de Bâle, de l’Université de Bâle et du secteur privé.

## Sources
- (als) Cet article est partiellement ou en totalité issu de l’article de Wikipédia en tosque intitulé « S Wildt'sche Huus » (voir la liste des auteurs).